# Немирівка (Коростенський район)
Неми́рівка — село в Україні, у Коростенському районі Житомирської області.
Населення становить 231 особа.
Через село протікають р. Синявка та р. Уж.

## Історія
У 1906 році село  Іскоростської волості Овруцького повіту Волинської губернії. Відстань від повітового міста 36 верст, від волості 8. Дворів 100, мешканців 586.

## Населення

### Мова
Розподіл населення за рідною мовою за даними перепису 2001 року:
| Мова       | Кількість | Відсоток |
| ---------- | --------- | -------- |
| українська | 231       | 100%     |

## Відомі люди

### Загиблі воїни СОУ, які поховані на кладовищі с. Немирівка
- Осипенко Микола Васильович (1973—2024)[3]
- Тимошенко Вячеслав Віталійович (1980—2022)[4]
- Швець Олександр Петрович  (1989—2024)[5]

## Визначні місця
Вважається, що у 945 р. древляни вбили тут князя Ігоря. У Немирівці стоїть курган з хрестом та пам'ятним знаком, який вважають могилою князя Ігоря.

## Галерея

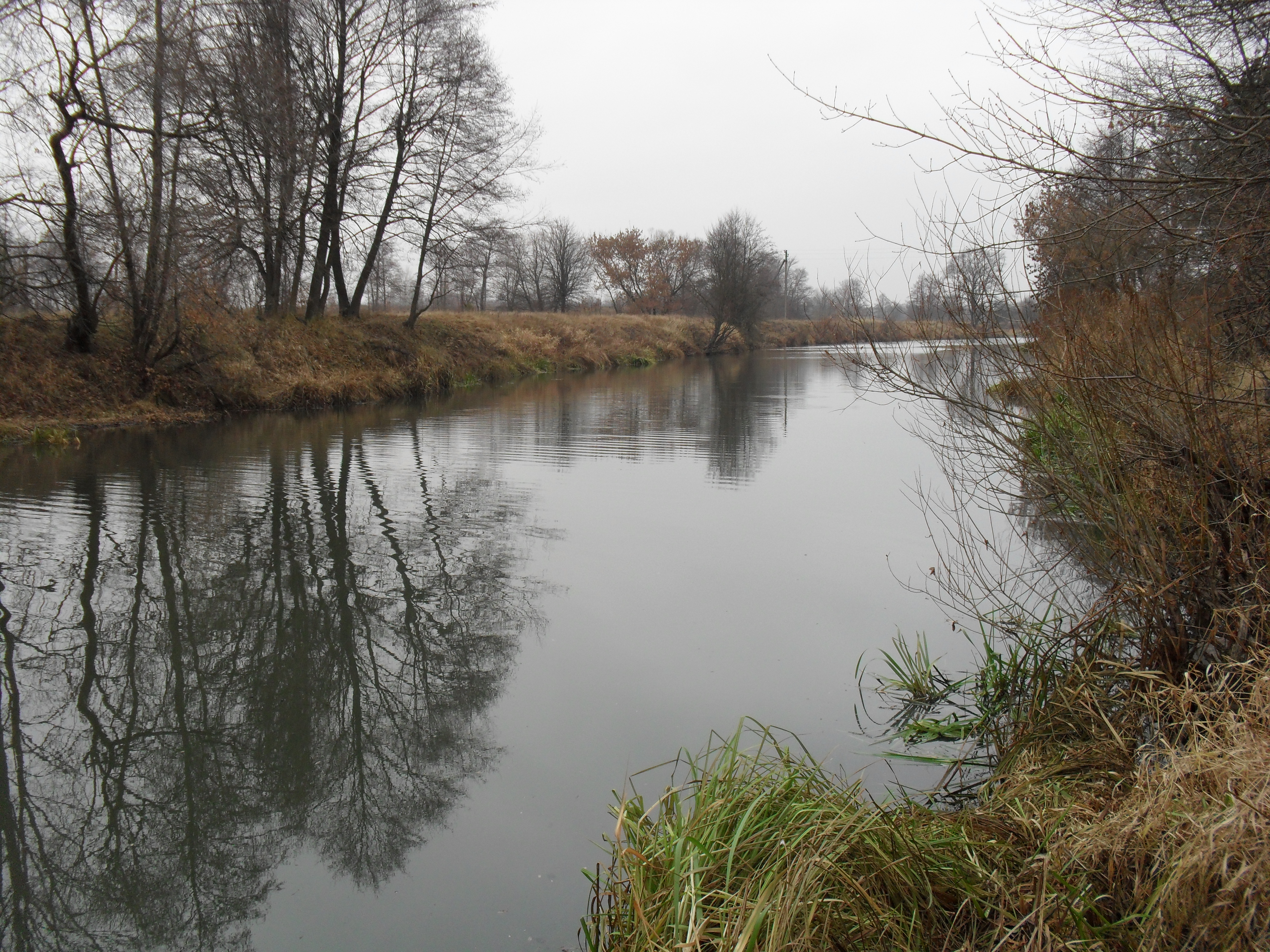
Річка Уж біля села Немирівка
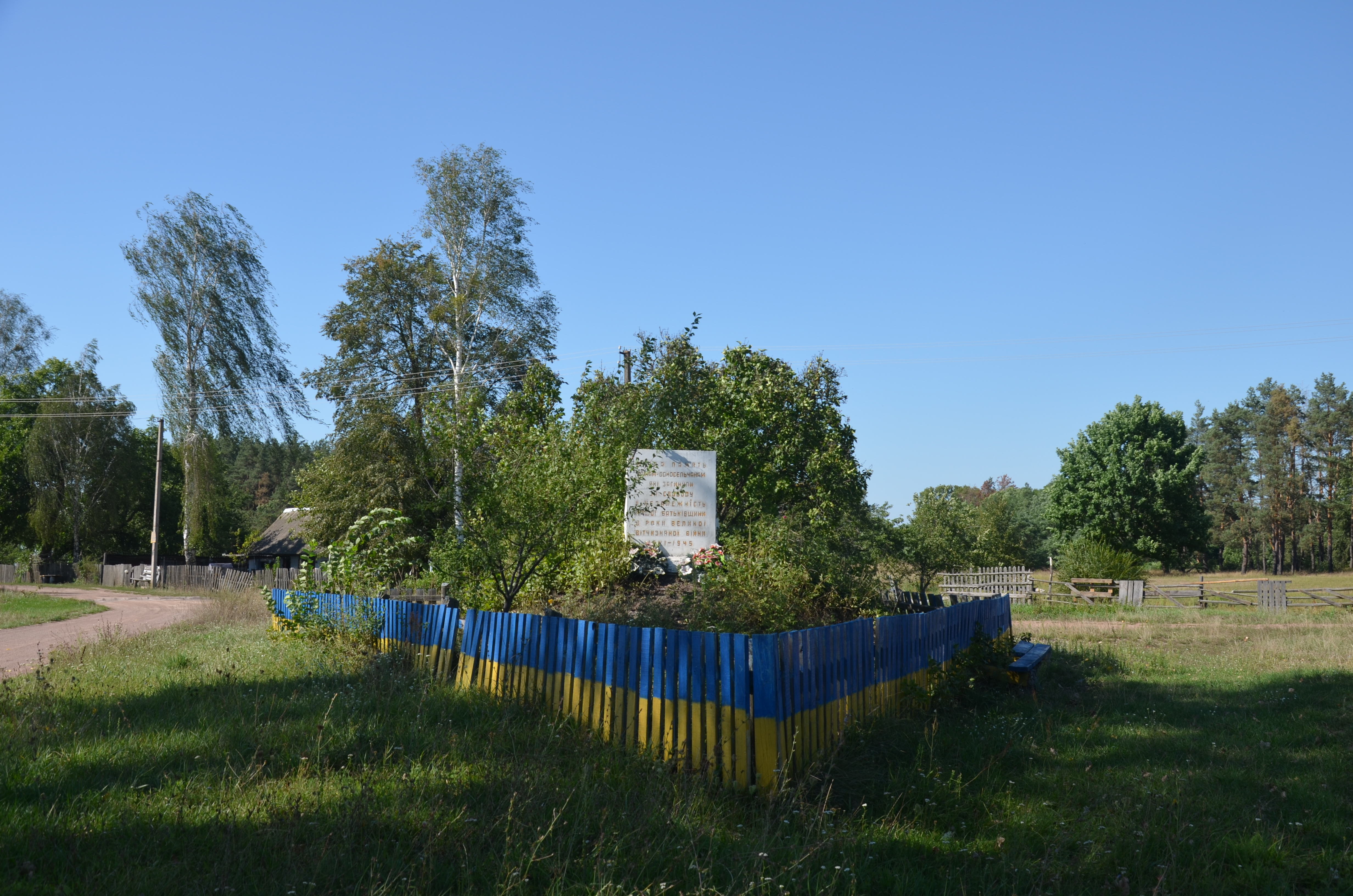
Памятник воїнам-односельчанам, с.Немирівка (Коростенський район)
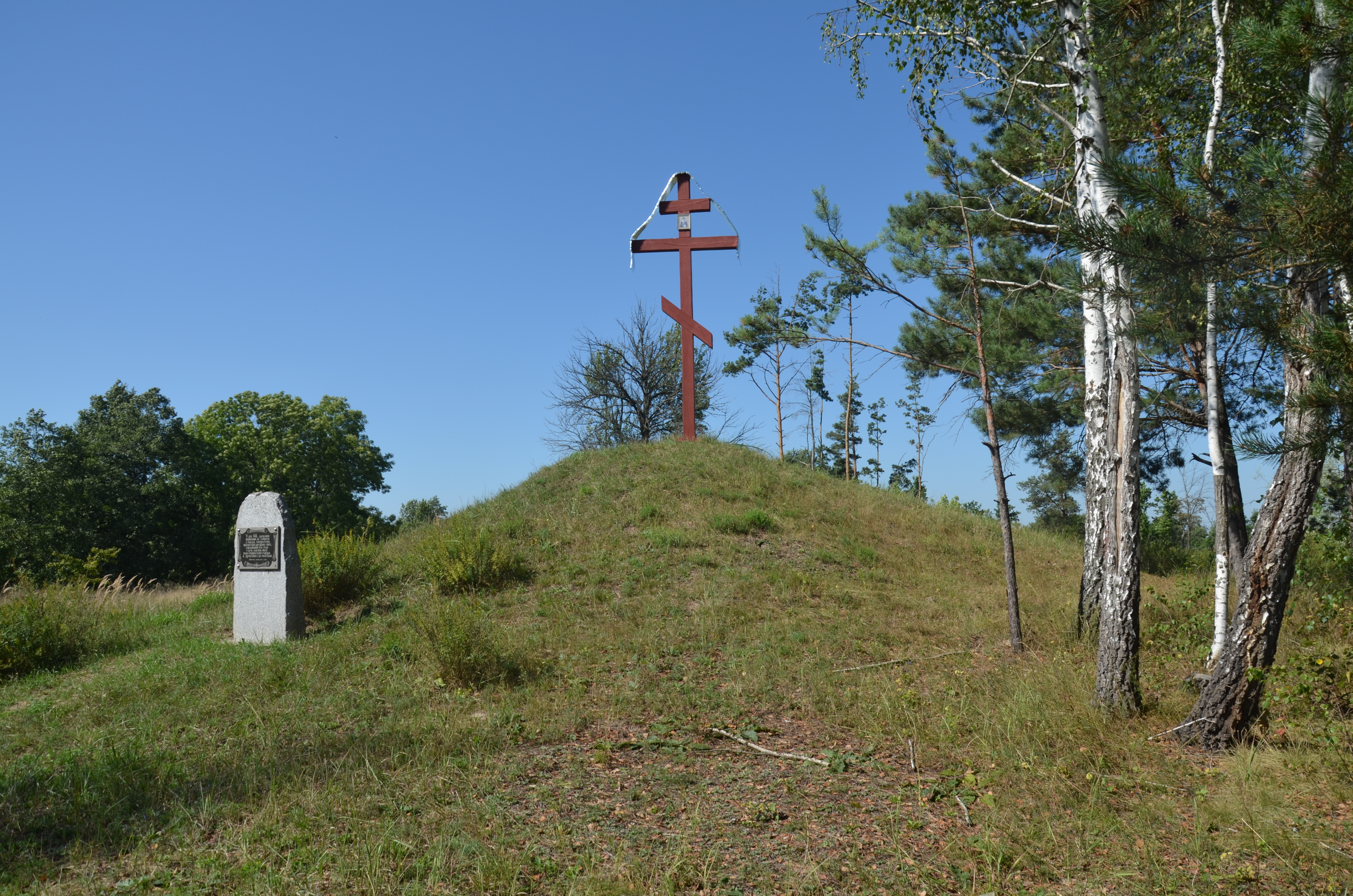
Пам'ятний знак, земляний насип і хрест на місці ймовірної загибелі князя Ігоря
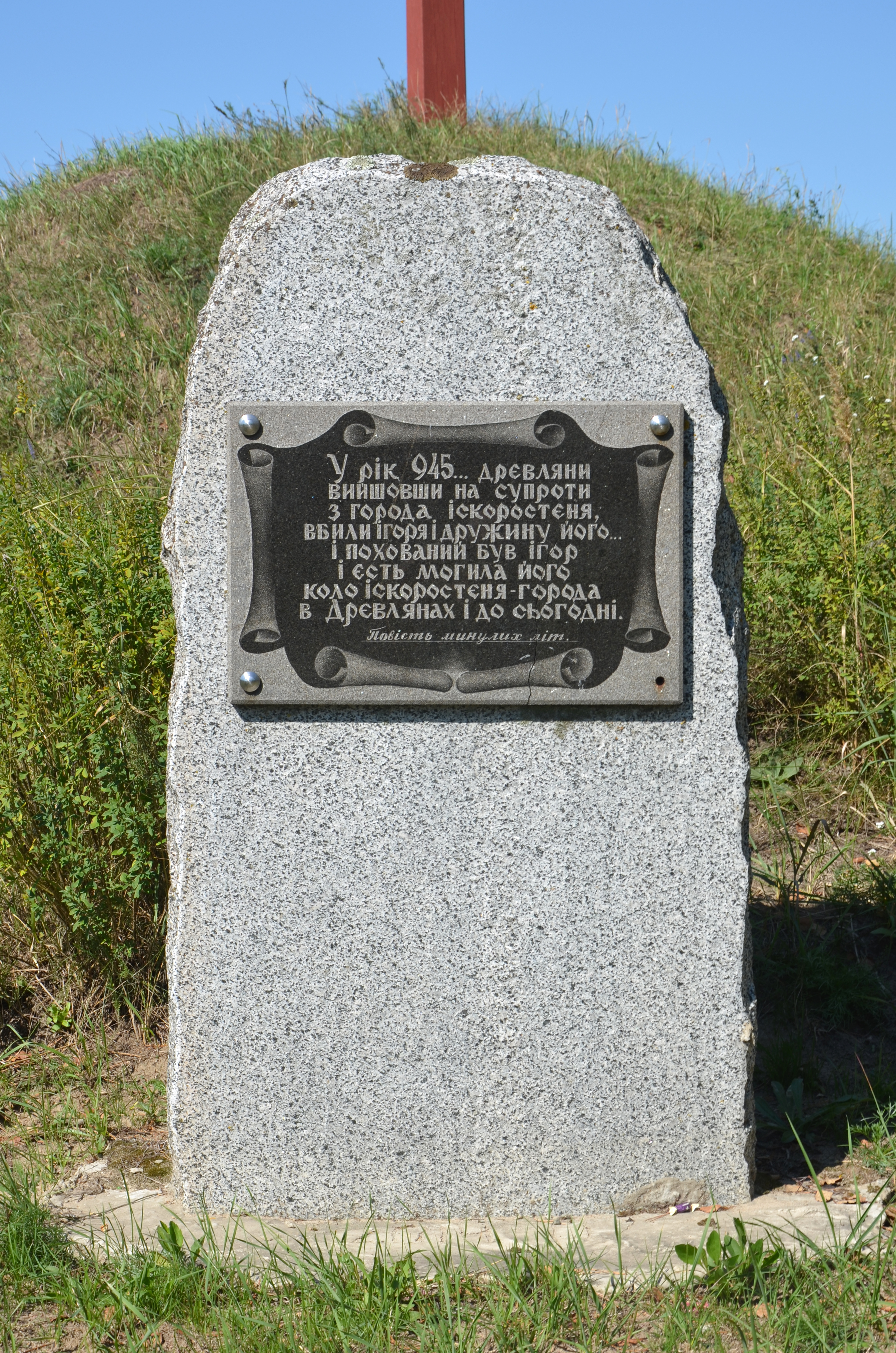
Напис на камені
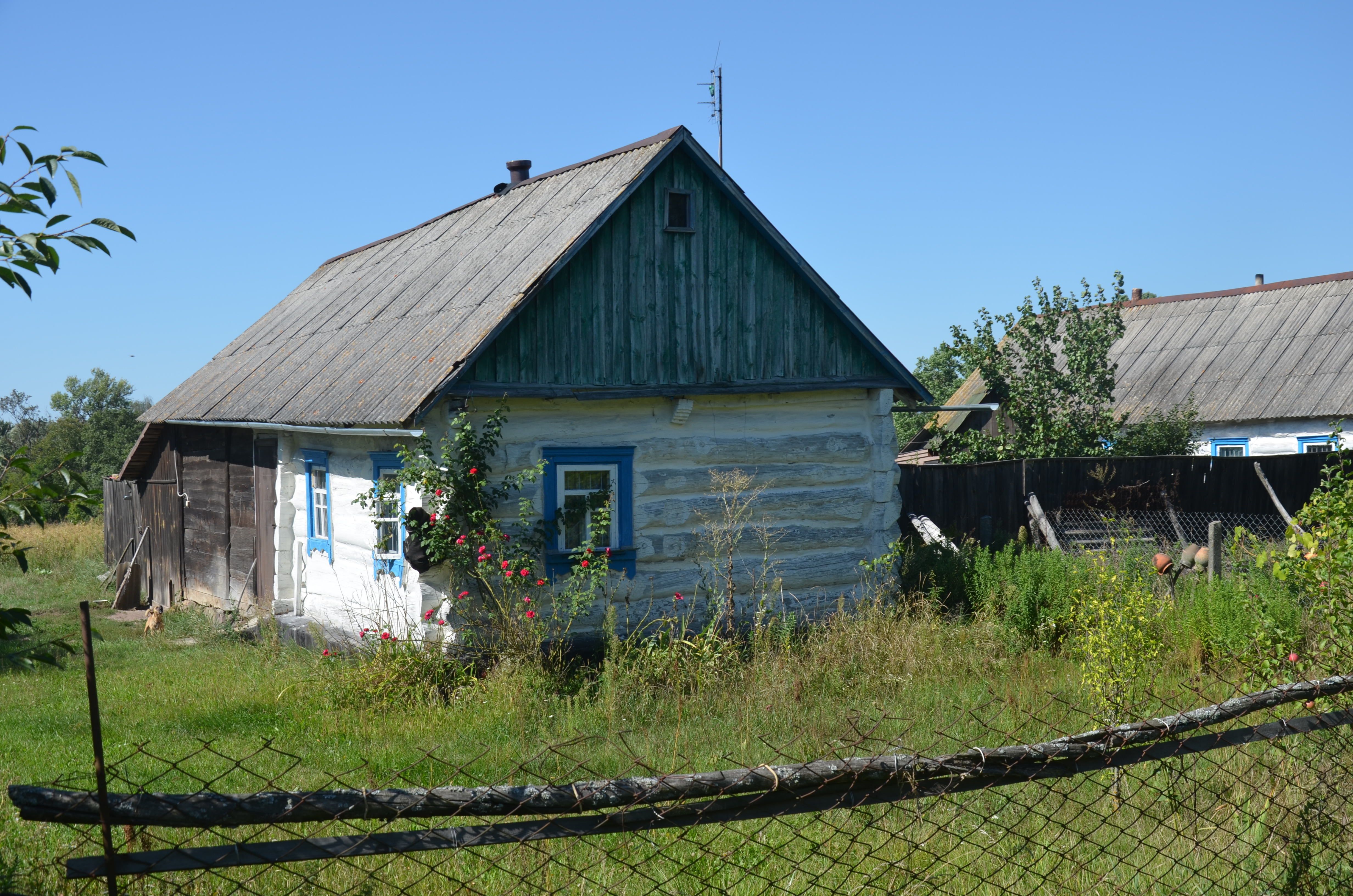
Типова хата, село Немирівка
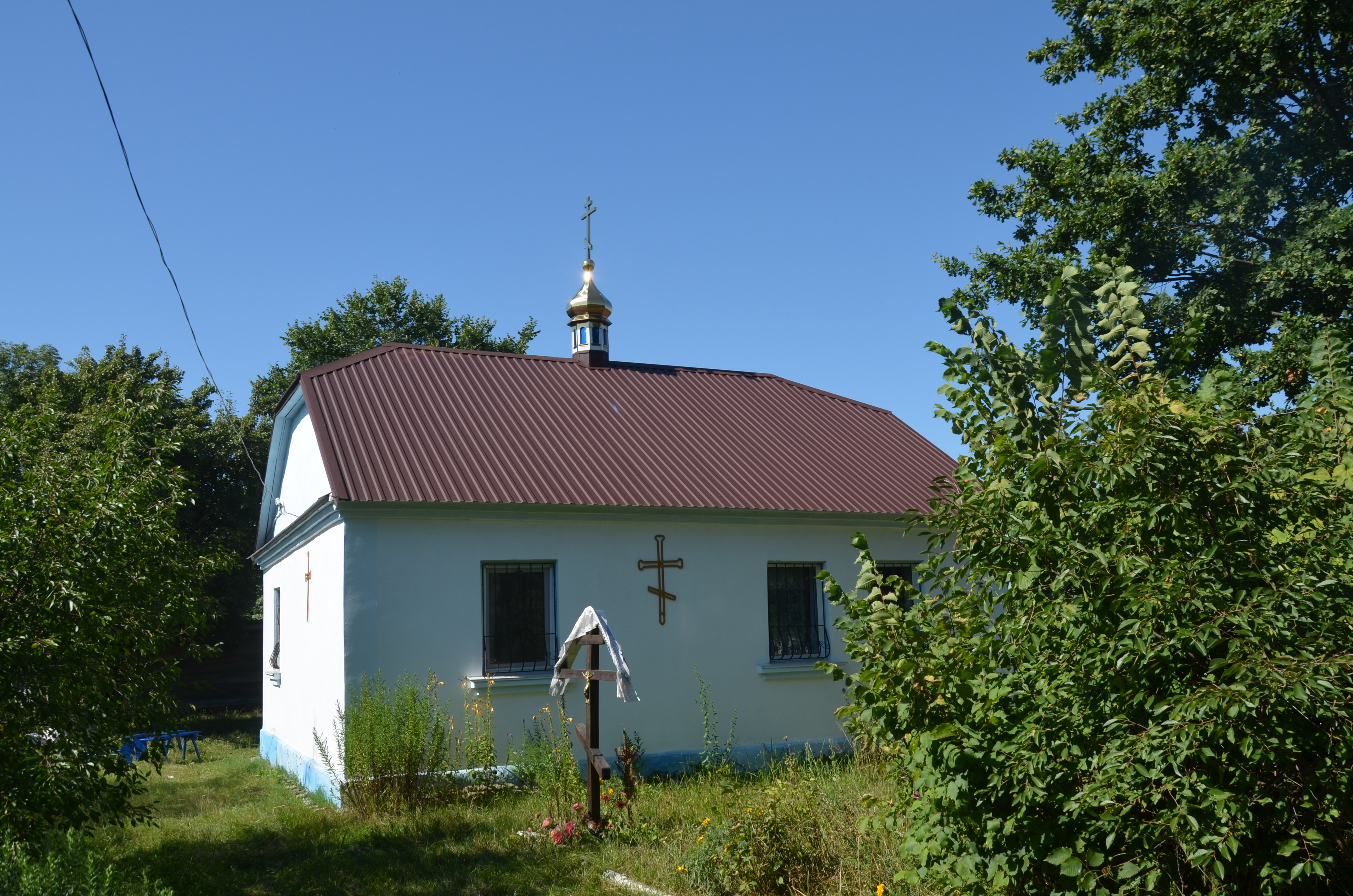
Церква в пристосованому приміщенні, село Немирівка